# Janine Flock
Janine Flock, född 25 juli 1989, är en österrikisk idrottare som tävlar i skeleton.
Hon har även deltagit i Olympiska vinterspelen 2014, Olympiska vinterspelen 2018 och Olympiska vinterspelen 2022 men vann inga medaljer. Hon har vunnit flera medaljer i både världs- och europeiska mästerskapen för skeleton.
Flock arbetar till vardags som korpral inom Österrikes försvarsmakt.